# Pac-12 Conference 2016 (pallavolo)
La Pac-12 Conference 2016 si è svolta dal 20 settembre al 26 novembre 2016: al torneo hanno partecipato 12 squadre universitarie statunitensi e la vittoria finale è andata per la quinta volta, la seconda consecutiva, alla Washington.

## Regolamento
È prevista una stagione regolare che vede le dodici formazioni impegnate disputare un totale di venti incontri ciascuna; parallelamente vengono disputati anche degli incontri extra-conference contro formazioni appartenenti ad altre conference o non affiliate ad alcuna di esse, dando vita a due classifiche separate una relativa alla Pac-12 Conference ed una totale.
- La squadra vincitrice della Pac-12 Conference si qualifica automaticamente al torneo NCAA, occupando uno dei 32 posti che spettano di diritto alle squadre vincitrici delle rispettive conference;
- Le altre squadre concorrono alla qualificazione al torneo NCAA attraverso la classifica totale, che assegna i restanti 32 posti alle migliori squadre, sulla base del rapporto tra vittorie e sconfitte, che non abbiano ottenuto la qualificazione automatica.

## Squadre partecipanti
| Club                | Nickname     | Stagione | Città          | Stato      | Impianto               | Stagione precedente                                          |
| ------------------- | ------------ | -------- | -------------- | ---------- | ---------------------- | ------------------------------------------------------------ |
| Arizona             | Wildcats     | Dettagli | Tucson         | Arizona    | McKale Memorial Center | 7ª in Pac-12 Conference; Primo turno in NCAA Division I      |
| Arizona State       | Sun Devils   | Dettagli | Tempe          | Arizona    | Wells Fargo Arena      | 8ª in Pac-12 Conference; Primo turno in NCAA Division I      |
| UC Berkeley         | Golden Bears | Dettagli | Berkeley       | California | Haas Pavilion          | 12ª in Pac-12 Conference                                     |
| UC Los Angeles      | Bruins       | Dettagli | Los Angeles    | California | Pauley Pavilion        | 4ª in Pac-12 Conference; Sweet Sixteen in NCAA Division I    |
| Colorado            | Buffaloes    | Dettagli | Boulder        | Colorado   | Coors Events Center    | 5ª in Pac-12 Conference                                      |
| Oregon              | Ducks        | Dettagli | Eugene         | Oregon     | Matthew Knight Arena   | 6ª in Pac-12 Conference; Primo turno in NCAA Division I      |
| Oregon State        | Beavers      | Dettagli | Corvallis      | Oregon     | Gill Coliseum          | 10ª in Pac-12 Conference                                     |
| Southern California | Trojans      | Dettagli | Los Angeles    | California | Galen Center           | Vincitrice Pac-12 Conference; Elite Eight in NCAA Division I |
| Stanford            | Cardinal     | Dettagli | Stanford       | California | Maples Pavilion        | 3ª in Pac-12 Conference; Secondo turno in NCAA Division I    |
| Utah                | Utes         | Dettagli | Salt Lake City | Utah       | Jon M. Huntsman Center | 10ª in Pac-12 Conference                                     |
| Washington          | Huskies      | Dettagli | Seattle        | Washington | Hec Edmundson Pavilion | Vincitrice Pac-12 Conference; Elite Eight in NCAA Division I |
| Washington State    | Cougars      | Dettagli | Pullman        | Washington | Bohler Gymnasium       | 9ª in Pac-12 Conference                                      |

## Torneo

### Regular season

#### Classifica
| Pos. | Squadra             | Conference | Conference | Conference | Conference | Overall | Overall | Overall | Overall |
| Pos. | Squadra             | Pt         | G          | V          | P          | Pt      | G       | V       | P       |
| ---- | ------------------- | ---------- | ---------- | ---------- | ---------- | ------- | ------- | ------- | ------- |
| 1.   | Washington          | .800       | 20         | 16         | 4          | .852    | 34      | 29      | 5       |
| 2.   | Stanford            | .750       | 20         | 15         | 5          | .794    | 34      | 27      | 7       |
| 2.   | UC Los Angeles      | .750       | 20         | 15         | 5          | .794    | 34      | 27      | 7       |
| 4.   | Oregon              | .650       | 20         | 13         | 7          | .677    | 31      | 21      | 10      |
| 5.   | Washington State    | .550       | 20         | 11         | 9          | .647    | 34      | 22      | 12      |
| 5.   | Utah                | .550       | 20         | 11         | 9          | .625    | 32      | 20      | 12      |
| 7.   | Southern California | .500       | 20         | 10         | 10         | .562    | 32      | 18      | 14      |
| 7.   | Arizona             | .500       | 20         | 10         | 10         | .571    | 35      | 20      | 15      |
| 9.   | Colorado            | .300       | 20         | 6          | 14         | .466    | 30      | 14      | 16      |
| 10.  | Oregon State        | .250       | 20         | 5          | 15         | .387    | 31      | 12      | 19      |
| 10.  | Arizona State       | .250       | 20         | 5          | 15         | .375    | 32      | 12      | 20      |
| 12.  | UC Berkeley         | .150       | 20         | 3          | 17         | .300    | 30      | 9       | 21      |

      In NCAA Division I come vincitrice di Conference
      In NCAA Division I attraverso la classifica totale

## Premi individuali
| Premio                      | Giocatrice           | Squadra             |
| --------------------------- | -------------------- | ------------------- |
| Player of the Year          | Courtney Schwan      | Washington          |
| Freshman of the Year        | Kathryn Plummer      | Stanford            |
| Setter of the Year          | Penina Snuka         | Arizona             |
| Libero of the Year          | Taylor Formico       | UC Los Angeles      |
| Coach of the Year           | Jen Greeny           | Washington State    |
| Scholar-Athlete of the Year | Laura Larson         | Arizona             |
| All-Pac-12 Team             | Oyinkansola Ajanaku  | Stanford            |
| All-Pac-12 Team             | Adora Anae           | Utah                |
| All-Pac-12 Team             | Amanda Benson        | Oregon              |
| All-Pac-12 Team             | Taylor Formico       | UC Los Angeles      |
| All-Pac-12 Team             | Jennie Frager        | UC Los Angeles      |
| All-Pac-12 Team             | Kyra Holt            | Washington State    |
| All-Pac-12 Team             | Christian Jones      | Washington          |
| All-Pac-12 Team             | Khalia Lanier        | Southern California |
| All-Pac-12 Team             | Merete Lutz          | Stanford            |
| All-Pac-12 Team             | Mary-Kate Marshall   | Oregon State        |
| All-Pac-12 Team             | Kalei Mau            | Arizona             |
| All-Pac-12 Team             | Kathryn Plummer      | Stanford            |
| All-Pac-12 Team             | Elise Ruddins        | Southern California |
| All-Pac-12 Team             | Courtney Schwan      | Washington          |
| All-Pac-12 Team             | Penina Snuka         | Arizona             |
| All-Pac-12 Team             | Bailey Tanner        | Washington          |
| All-Pac-12 Team             | Lindsey Vander Weide | Oregon              |
| All-Pac-12 Team             | Torrey Van Winden    | UC Los Angeles      |
| Pac-12 All-Freshman Team    | Kara Bajema          | Washington          |
| Pac-12 All-Freshman Team    | Audriana Fitzmorris  | Stanford            |
| Pac-12 All-Freshman Team    | Morgan Hentz         | Stanford            |
| Pac-12 All-Freshman Team    | Khalia Lanier        | Southern California |
| Pac-12 All-Freshman Team    | Kathryn Plummer      | Stanford            |
| Pac-12 All-Freshman Team    | Ronika Stone         | Oregon              |
| Pac-12 All-Freshman Team    | Torrey Van Winden    | UC Los Angeles      |

## Classifica finale
| Pos | Squadra             | Qualificazione       |
| --- | ------------------- | -------------------- |
| 1   | Washington          | NCAA Division I 2016 |
| 2   | Stanford            | NCAA Division I 2016 |
| 2   | UC Los Angeles      | NCAA Division I 2016 |
| 4   | Oregon              | NCAA Division I 2016 |
| 5   | Washington State    | NCAA Division I 2016 |
| 5   | Utah                | NCAA Division I 2016 |
| 7   | Southern California | NCAA Division I 2016 |
| 7   | Arizona             | NCAA Division I 2016 |
| 9   | Colorado            |                      |
| 10  | Oregon State        |                      |
| 10  | Arizona State       |                      |
| 12  | UC Berkeley         |                      |